# Казарин, Виктор Семёнович

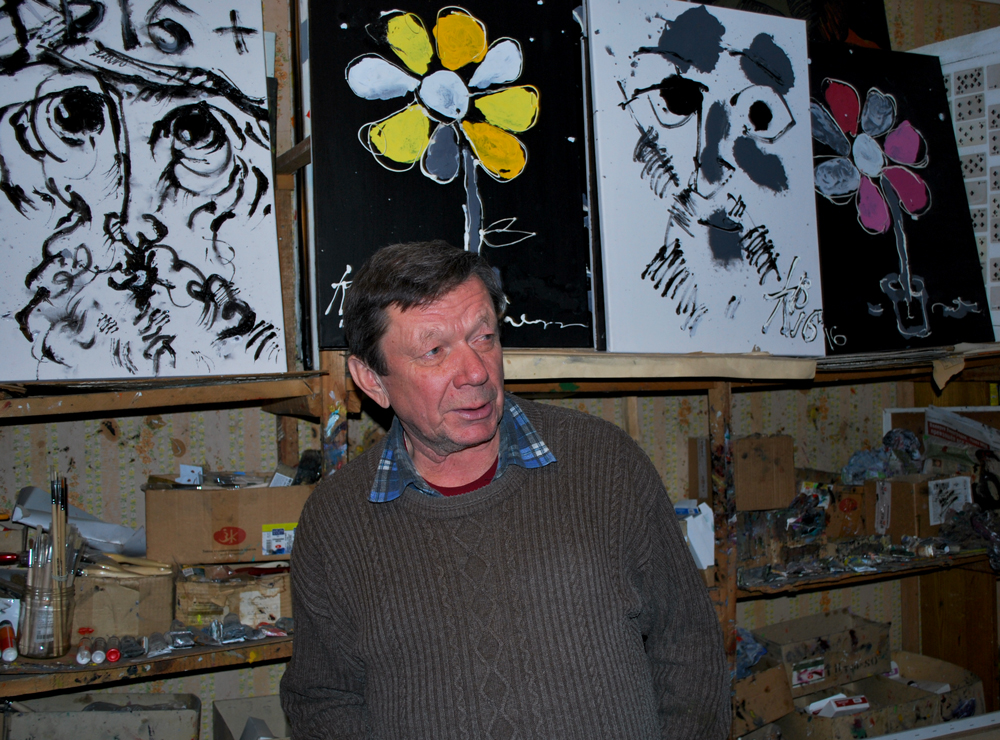
Виктор Казарин в мастерской. Москва. 2017

Каза́рин Ви́ктор Семёнович (16 апреля 1948, Москва — 1 февраля 2021, там же) — российский художник.

## Биография
Родился в 1948 году в Москве.
1962–1966 занимался в изостудии Дома пионеров Первомайского района Москвы у Сергея Соколова (ученика К. Коровина).
1963-65  работал шлифовальщиком в Центральном институте авиа- и моторостроения имени Баранова. 
1966–1971 учился в МГПИ на художественно-графическом факультете. 
С 1976 – член живописной секции Горкома графиков  и постоянный участник выставок в зале на Малой Грузинской. 
В 1981 году знакомится с Анатолием Зверевым. В середине 1980-х годов Казарин и Зверев создали  серию совместных произведений, подписанных «КАЗ»: Казарин/Анатолий Зверев.  
С конца 1980-х ежегодно выезжает в Ферапонтово, где на свои деньги строит мост к Ферапонтову монастырю. 
Участник выставок группы «21 московский художник». 
В начале 1990-х годов создаёт творческую  группу соратников и учеников  «Молот».
В 1991 году в центральном выставочном зале "Манеж" состоялась персональная выставка Виктора Казарина, где было представлено более 600 картин. Помощник президента СССР М. С. Горбачёва А. С. Черняев отозвался о выставке следующим образом (ошибочно назвав художника Казатиным): "Потом с Нелей в Манеже. Некто Казатин. 1000 картин на одно лицо — в основном портреты жены и петуха. Манера — как если бы идти и брызгать из ведра большой кистью на холст или бумагу. Не волнует. И непонятно… Но в 30 странах выставлялся и самый валютный наш художник."
В 2023 году прошла выставка в Государственной Третьяковской галерее.
С начала 1990-х Казарина называли «отцом русского неоэкспрессионизма», с 2003 года заявил о новом этапе своего творчества - «постсупрематизме».  
С 2011 был членом Товарищества живописцев МСХ. 
Жил в Москве и в Ферапонтово.

## Персональные выставки
- 1970 — первая персональная выставка. МГПИ
- 1987 — «Зверев — Казарин» выставочный зал «Беляево». Москва
- 1987 — «Меридиан» Дворец Молодёжи. Москва
- 1987 — отель «Националь». Москва
- 1989 — аукцион в Версале. Франция
- 1990 — ЦДРИ. Москва
- 1990 — муниципальный зал. Мурсия. Испания
- 1990 — презентация кинофильма «Виктор Казарин». ТАСС. Москва
- 1991 — Манеж персональная выставка (600) картин. Москва
- 1991 — комитет защиты Мира. Москва
- 1991 — исторический музей. Вологда
- 1991 — городская библиотека. Череповец
- 1992 — Ферапонтов монастырь. Вологодская область
- 1992 — семейная выставка. галерея «Творчество». Москва
- 1993 — «Пальмов — Казарин» музей истории Киева. Украина
- 1993 — Ферапонтов монастырь. Вологодская область
- 1994 — «Живопись непокоя» украинский дом Киев. Украина
- 1994 — «Взрыв» выставочный зал на Малой Грузинской, 28. Москва
- 1995 — галерея «L — ART» Киев. Украина
- 1996 — «Среда обитания» галерея «Славутич». Украина
- 1996 — галерея «Классика будущего». Москва
- 1998 — выставочный зал «Ростокино». Москва
- 1998 — театр Моссовета. Москва
- 1999 — «Благовест» выставочный зал «Ростокино». Москва
- 1999 — «К + М» галерея «L — ART» Киев
- 1999 — «L» галерея. Москва
- 2000 — «К+М» (Киев-Москва) галерея «Союз Творчество». Москва
- 2008 — «К 60 летию художника» новый манеж. Москва
- 2010 — «Русский экспрессионизм» Gallery Brissot art contemporain, Paris
- 2012 — «Три в квадрате» галерея «Союз Творчество». Москва
- 2014 — «От абстракции к постсупрематизму». Выставочный зал МСХ, Кузнецкий Мост, Москва
- 2015 — «Живопись». Галерея ПРОМграфика, Москва,

## Основные групповые выставки
- С 1976 участник групповых выставок на Малой Грузинской. Москва
- 1988 — «Лабиринт» Москва-Гамбург
- 1991 — Группа «Молот». ЦДХ. Москва
- 1992 — Группа «Молот» выставочный зал на Владимирской. Киев. Украина
- 1992 — Группа «Молот» Манеж. Москва
- 1996 — Группа «Труханов остров» галерея «Лавра». Киев. Украина

## Коллекции
- Государственная Третьяковская галерея, коллекция Л. Талочкина
- Государственный музей изобразительных искусств имени А. С. Пушкина
- Музей истории Москвы
- Российский государственный гуманитарный университет
- Государственный Русский музей
- Музей имени М. Врубеля
- Музей фресок Дионисия в Ферапонтове
- музеи Оренбурга, Перми, Омска, Тотьмы
- музей «Петуха», «Москва-Петушки»
- музей Принстонского университета, США

## Публикации
- На Вологодчине простились с известным художником Виктором Казариным   35МЕДИА 06 февраля 2021
- Ушел из жизни художник Виктор Казарин   ArtSale.info 03 февраля 2021
- Художник недели. Виктор Казарин   ARTinvestment.RU   10 января 2018
- Самые ликвидные художники на аукционном рынке России  ARTinvestment.RU   19 января 2016
- Виктор Казарин. Психофизиология экспрессионистского бунта  ARTinvestment.RU   15 ноября 2011
- «Отец» отечественного неоэкспрессионизма  Литераткрная газета 16 апреля 2008